# Natatolana natalis
Natatolana natalis är en kräftdjursart som först beskrevs av Menzies och George 1972.  Natatolana natalis ingår i släktet Natatolana och familjen Cirolanidae. Inga underarter finns listade i Catalogue of Life.